# Słupia (gemeente in powiat Skierniewicki)
De gemeente Słupia is een landgemeente in het Poolse woiwodschap Łódź, in powiat Skierniewicki.
De zetel van de gemeente is in Słupia.
Op 30 juni 2004 telde de gemeente 2672 inwoners.

## Oppervlakte gegevens
In 2002 bedroeg de totale oppervlakte van gemeente Słupia 41,16 km², waarvan:
- agrarisch gebied: 91%
- bossen: 2%

De gemeente beslaat 5,44% van de totale oppervlakte van de powiat.

## Demografie
Stand op 30 juni 2004:
| Omschrijving                   | Totaal | Totaal | Vrouwen | Vrouwen | Mannen | Mannen |
| ------------------------------ | ------ | ------ | ------- | ------- | ------ | ------ |
| eenheid                        | aantal | %      | aantal  | %       | aantal | %      |
| inwoners                       | 2672   | 100    | 1341    | 50,2    | 1331   | 49,8   |
| bevolkingsdichtheid (inw./km²) | 64,9   | 64,9   | 32,6    | 32,6    | 32,3   | 32,3   |

In 2002 bedroeg het gemiddelde inkomen per inwoner 1270,53 zł.

## Plaatsen
Bonarów, Gzów, Krosnowa, Marianów, Modła, Nowa Krosnowa, Podłęcze, Słupia, Słupia-Folwark, Słupia-Pokora, Winna Góra, Wólka-Nazdroje, Zagórze.

## Aangrenzende gemeenten
Głuchów, Godzianów, Jeżów, Lipce Reymontowskie, Rogów